# سازمان تحقیقات، آموزش و ترویج کشاورزی
سازمان تحقیقات، آموزش و ترویج کشاورزی (به‌اختصار: سازمان تات) بزرگ‌ترین و مهم‌ترین سازمان زیرمجموعهٔ وزارت جهاد کشاورزی می‌باشد و رئیس این سازمان معاون وزیر جهاد کشاورزی است. این سازمان به عنوان بزرگ‌ترین سیستم ملی تحقیقات کشاورزی (NARS) در غرب آسیا و بین کشورهای اسلامی محسوب می‌شود. غلامرضا گل‌محمدی، عضو برجسته هیئت‌علمی موسسه تحقیقات گیاه‌پزشکی کشور، به‌عنوان معاون وزیر و رئیس سازمان تحقیقات، آموزش و ترویج کشاورزی (تات) فعالیت می‌کند.

## تاریخچه

### سازمان ترویج کشاورزی
در سال ۱۳۲۷، اداره‌کل ترویج کشاورزی در وزارت کشاورزی تشکیل شد که در ابتدا عملاً وظایف اداره‌کل زراعت سابق را انجام می‌داد. این اداره‌کل در دههٔ ۱۳۳۰ به سازمان ترویج کشاورزی وابسته به معاونت زراعت تبدیل شد. این سازمان دوباره در سال ۱۳۵۲ به اداره‌کل ترویج کشاورزی ذیل معاونت زراعت تنزل یافت. البته پس از آن هم، همچنان نام سازمان ترویج به‌کار برده می‌شد. در سال ۱۳۶۸ وظایف ترویجی از معاونت زراعت وزارت کشاورزی منتزع و به معاونت تازه‌تأسیس وزارت‌خانه در امر ترویج و آموزش کشاورزی سپرده شد. 

### سازمان تحقیقات کشاورزی و منابع طبیعی
تا ابتدای دههٔ ۱۳۵۰، مؤسسات تحقیقاتی کشاورزی عموماً به‌صورت مستقل فعالیت می‌کردند. به‌منظور تمرکز، هماهنگی و توسعه فعالیت‌های تحقیقاتی در حوزهٔ کشاورزی و منابع طبیعی، در نهم تیر ماه سال ۱۳۵۳، قانون تشکیل «سازمان تحقیقات کشاورزی و منابع طبیعی» به تصویب مجلس شورای ملی رسید. با تشکیل این سازمان در وزارت کشاورزی و منابع طبیعی، تمامی مؤسسات و مراکز تحقیقاتی این وزارت‌خانه ذیل آن قرار گرفت. سپس در اردیبهشت ۱۳۵۷، مجموعه تشکیلات تفصیلی سازمان به تصویب هیئت امنای سازمان رسید.

### سازمان آموزش کشاورزی
فعالیت‌های آموزشی کشاورزی بین سال‌های ۱۳۱۰ تا ۱۳۳۰، به‌طور عمده برعهدهٔ وزارت فرهنگ وقت بود. این وزارت‌خانه در سال‌های ۱۳۱۱ تا ۱۳۲۴، دانش‌آموزان مقطع اول متوسطه را به دبیرستان کشاورزی کرج معرفی می‌کرد و فارغ‌التحصیلان آن، دروس کشاورزی را در مقطع ابتدایی در دبستان‌های روستایی تدریس می‌کردند. با شکست این طرح به‌دلیل عدم تأمین امکانات، دانشسراهای کشاورزی در سال ۱۳۲۶ در دو دورهٔ اول و دوم تأسیس شدند که در سال ۱۳۳۸، عنوان دانشسراها به مراکز آموزش کشاورزی تبدیل شد. در سال ۱۳۴۵، تعداد هشت باب از مراکز آموزش کشاورزی از وزارت تازه‌تأسیس آموزش و پرورش به وزارت کشاورزی منتقل شد و ذیل دفتری جدید بنام دفتر آموزش کشاورزی زیر نظر سازمان ترویج کشاورزی قرار گرفت. این دفتر ابتدا در سال ۱۳۵۰ به اداره‌کل آموزش و سپس با تصویب مجلس در اردیبهشت ۱۳۵۴، به «سازمان آموزش کشاورزی» ارتقا یافت و آیین‌نامه اجرایی آن در ۲۷ مهر ۱۳۵۴ به تصویب شورای‌عالی سازمان رسید. با انحلال وزارت تعاون و امور روستاها، ادارات کل آموزش کارکنان و روستاییان این وزارت‌خانه به سازمان آموزش کشاورزی ملحق شد.

### سازمان تحقیقات، آموزش و ترویج کشاورزی
در سال ۱۳۷۲، بر اساس مصوبهٔ شورای‌عالی اداری، سازمان آموزش کشاورزی و سازمان تحقیقات کشاورزی و منابع طبیعی ادغام شدند و «سازمان تحقیقات، آموزش و ترویج کشاورزی» تشکیل شد. همچنین وظایف مربوط به ترویج کشاورزی از حوزهٔ ستادی وزارت کشاورزی منتزع و به این سازمان محول شد.
در سال ۱۳۸۰، در پی ادغام وزارت جهاد سازندگی با وزارت کشاورزی، معاونت آموزش و تحقیقات وزارت جهاد سازندگی با مؤسسات زیرمجموعه‌اش شامل مؤسسه تحقیقات واکسن و سرم‌سازی رازی، مؤسسه تحقیقات دامپروری (مؤسسه تحقیقات علوم دامی کشور)، مؤسسه تحقیقات جنگلها و مراتع، مرکز تحقیقات حفاظت خاک و آبخیزداری، مرکز تحقیقات مهندسی (پژوهشکده مهندسی جهاد) و مرکز آموزش عالی امام خمینی در سازمان تحقیقات، آموزش و ترویج کشاورزی ادغام شد.
با تصویب شورای‌عالی اداری در تیرماه سال ۱۳۸۱، وظایف مربوط به ترویج کشاورزی از سازمان منتزع و به حوزهٔ ستادی وزارت جهاد کشاورزی منتقل شد و نام سازمان به «سازمان تحقیقات و آموزش کشاورزی» تغییر یافت. همچنین تمامی وظایف، فعالیت‌ها و مؤسسات آموزشی و تحقیقاتی کشاورزی وزارت جهاد کشاورزی به‌جز مؤسسه پژوهش و برنامه‌ریزی اقتصاد کشاورزی در سازمان تجمیع شد. با جدا شدن معاونت ترویج از سازمان تات و ادغام آن با معاونت نظام‌های بهره‌برداری وزارت کشاورزی و نیز معاونت ترویج و مشارکت مردمی وزارت منحل‌شده جهاد سازندگی، «معاونت ترویج و نظام بهره‌برداری» در وزارت جهاد کشاورزی ایجاد شد.
ولی در آبان ۱۳۸۶، دوباره معاونت ترویج و نظام بهره‌برداری در سازمان تحقیقات و آموزش کشاورزی ادغام شد و «سازمان ترویج، آموزش و تحقیقات کشاورزی» تشکیل شد. سپس سال ۱۳۸۷، مجدداً نام سازمان به «سازمان تحقیقات، آموزش و ترویج کشاورزی» تغییر پیدا کرد.

## هیئت امنا
- وزیر جهاد کشاورزی (رئیس هیئت امنا)
- وزیر علوم، تحقیقات و فناوری
- رئیس سازمان برنامه و بودجه کشور
- رئیس سازمان حفاظت محیط زیست
- معاون وزیر و رئیس سازمان تحقیقات و آموزش کشاورزی (دبیر هیئت امنا)
- یک نفر از معاونین اجرائی وزارت جهاد کشاورزی به انتخاب وزیر جهاد کشاورزی
- ۲ نفر از اعضا برجسته هیئت علمی دانشگاه‌ها به معرفی وزیر علوم، تحقیقات و فناوری
- ۳ نفر محقق برجسته وزارت جهاد کشاورزی به انتخاب وزیر جهاد کشاورزی[۹]

## ساختار داخلی
این سازمان دارای چهار معاونت با نام‌های زیر می‌باشد:
- معاونت پژوهش و فناوری
- معاونت آموزش و ترویج
- معاونت توسعه مدیریت و منابع
- معاونت برنامه‌ریزی و امور اقتصادی

## رئیسان سازمان
اسامی رئیسان سازمان از سال ۱۳۵۴ در فهرست زیر آمده است:
| ر. | نام                 | آغاز تصدی        | پایان تصدی       | عنوان سازمان                          | م.     |
| -- | ------------------- | ---------------- | ---------------- | ------------------------------------- | ------ |
| ۱  | سید حسین میرحیدر    | ۱۳۵۴             | ۱۸ آبان ۱۳۵۶     | سازمان تحقیقات کشاورزی و منابع طبیعی  |        |
| ۲  | امیر هوشنگ برهان    | ۱۸ آبان ۱۳۵۶     | ۱۳۵۸             | سازمان تحقیقات کشاورزی و منابع طبیعی  |        |
| ۳  | عباسعلی زالی        | ۱۳۵۸             | ۱۳۵۸             | سازمان تحقیقات کشاورزی و منابع طبیعی  |        |
| ۴  | بهمن یزدی صمدی      | ۱۳۵۸             | ۱۳۶۲             | سازمان تحقیقات کشاورزی و منابع طبیعی  |        |
| ۵  | عیسی کلانتری        | ۱۳۶۲             | ۱۳۶۴             | سازمان تحقیقات کشاورزی و منابع طبیعی  |        |
| ۶  | حسن توفیقی          | ۱۳۶۴             | ۱۳۷۱             | سازمان تحقیقات کشاورزی و منابع طبیعی  |        |
| ۷  | علی آهون‌منش         | ۱۳۷۱             | ۱۳۷۶             | سازمان تحقیقات، آموزش و ترویج کشاورزی |        |
| ۸  | عباس کشاورز         | ۱۳۷۶             | ۱۳۷۹             | سازمان تحقیقات، آموزش و ترویج کشاورزی |        |
| ۹  | بهزاد قره‌یاضی       | ۱۳۷۹             | ۱۳۸۲             | سازمان تحقیقات، آموزش و ترویج کشاورزی | ‏       |
| ۹  | بهزاد قره‌یاضی       | ۱۳۷۹             | ۱۳۸۲             | سازمان تحقیقات و آموزش کشاورزی        |        |
| ۱۰ | علی آهون‌منش         | ۱۳۸۲             | ۱۳۸۴             | [ ۱۳ ]                                |        |
| ۱۱ | جعفر خلقانی         | ۱۳۸۴             | آذر ۱۳۸۷         |                                       |        |
| ۱۱ | جعفر خلقانی         | ۱۳۸۴             | آذر ۱۳۸۷         | سازمان ترویج، آموزش و تحقیقات کشاورزی | [ ۱۴ ] |
| ۱۲ | جهانگیر پرهمت       | آذر ۱۳۸۷         | ۲۷ آبان ۱۳۹۲     | سازمان تحقیقات، آموزش و ترویج کشاورزی | [ ۱۵ ] |
| ۱۳ | اسکندر زند          | ۲۷ آبان ۱۳۹۲     | ۲۶ تیر ۱۳۹۷      | سازمان تحقیقات، آموزش و ترویج کشاورزی | [ ۱۶ ] |
| ۱۴ | کاظم خاوازی         | ۲۶ تیر ۱۳۹۷      | ۲۰ فروردین ۱۳۹۹  | سازمان تحقیقات، آموزش و ترویج کشاورزی | [ ۱۷ ] |
| ۱۵ | کامبیز بازرگان      | ۳۰ فروردین ۱۳۹۹  | ۲۷ اردیبهشت ۱۳۹۹ | سازمان تحقیقات، آموزش و ترویج کشاورزی | [ ۱۸ ] |
| ۱۵ | کامبیز بازرگان      | ۲۷ اردیبهشت ۱۳۹۹ | ۲۲ آبان ۱۴۰۰     | سازمان تحقیقات، آموزش و ترویج کشاورزی | [ ۱۹ ] |
| ۱۶ | سید مجتبی خیام‌نکویی | ۲۲ آبان ۱۴۰۰     | ۵ آبان ۱۴۰۳      | سازمان تحقیقات، آموزش و ترویج کشاورزی | [ ۲۰ ] |
| ۱۷ | غلامرضا گل‌محمدی     | ۵ آبان ۱۴۰۳      | اکنون            | سازمان تحقیقات، آموزش و ترویج کشاورزی | [ ۲۱ ] |